# Autoridad Monetaria de Hong Kong
La Autoridad Monetaria de Hong Kong (Chino: 香港金融管理局) o AMHK (金管局) es el banco central de Hong Kong (más precisamente, comité monetario). Se trata de una autoridad gubernamental fundada el 1 de abril de 1993 a través de la consolidación de la "Office of the Exchange Fund" y de la "Office of the Commissioner of Banking". La organización depende directamente del Secretario de Finanzas. el actual presidente es Norman Chan.

## Responsabilidades

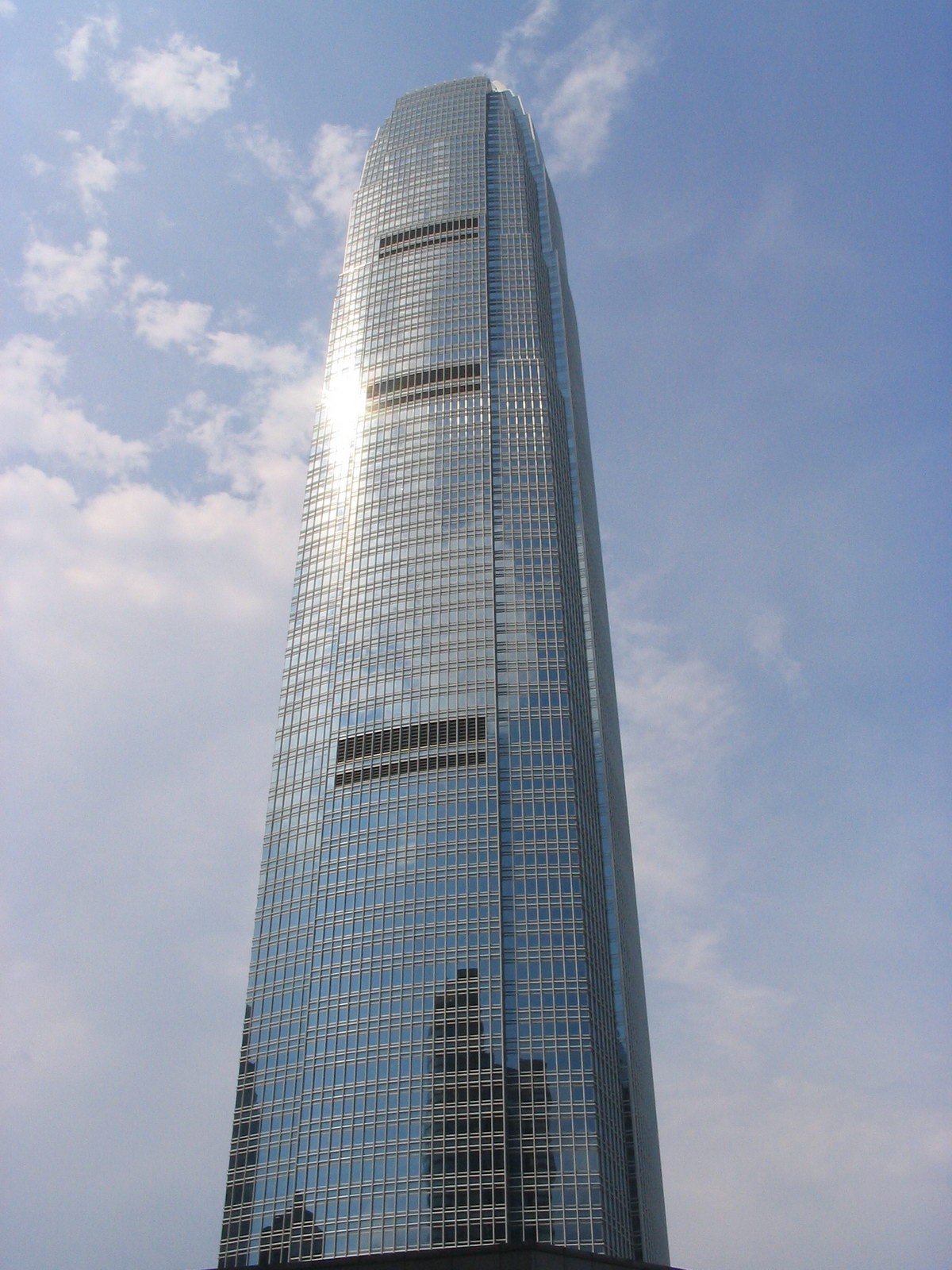
Two International Finance Centre, ubicado en Central, Hong Kong, sede de la AMHK.

El fondo fue establecido y administrado inicialmente por la "Currency Ordinance" en 1935. Ahora llamado el "Exchange Fund Ordinance".
El principal objetivo de la AMHK es garantizar la estabilidad de la moneda de Hong Kong, y el sistema bancario. También es responsable de promover la eficiencia, la integridad y el desarrollo del sistema financiero.
La AMHK emite billetes sólo en la denominación de diez dólares de Hong Kong. El papel de emitir billetes de otras denominaciones se delega a los bancos emisores en el territorio, Hong Kong y Shanghai Banking Corporation, Standard Chartered Bank y el Banco de China.
Desde 1995, la AMHK ha entrado en un pacto de estabilidad con los bancos centrales de Malasia, Tailandia, Indonesia y Australia para participar en acuerdos de recompra, que proporcionan liquidez.

## Exchange fund
Bajo el dominio colonial, la AMHK no colocaba fondos en bancos locales no calificados por Moody's Investors Service y Standard & Poor's. Sólo los tres bancos emisores de billetes podrían recibir depósitos, ya que habían sido calificados por "normas internacionales objetivos". Durante la Crisis financiera asiática, los especuladores de divisas vendieron fuertemente el dólar de Hong Kong, e hicieron ventas cortas de acciones locales y futuros del Hang Seng Index. El gobierno controvertidamente utilizó el fondo para adquirir HK 120 mil millones dólares (USD$ 15 millones de dólares) en acciones en una intervención en el mercado de dos semanas, comenzando el 12 de agosto de 1998 con el objetivo de castigar y disuadir a los especuladores de divisas. La intervención fue muy criticada por ser perjudicial para la reputación como uno de los centros financieros del mundo. En lugar de ser un ente regulador, el gobierno se ha convertido en "un jugador, un jugador muy clave".
En retrospectiva, un especulador, dijo: "La intervención gubernamental planteó la confianza pública en el mercado cuando estaba cerca del colapso total. Se evitó una crisis mayor y salvo el mercado.
En agosto de 1998, como parte de un mandato más amplio para proteger la moneda, la Autoridad presto al Gobierno de Tailandia USD$ 1 mil millones dólares del fondo como parte de un rescate de 17 mil millones, organizada por el Fondo Monetario Internacional (FMI).
Sede

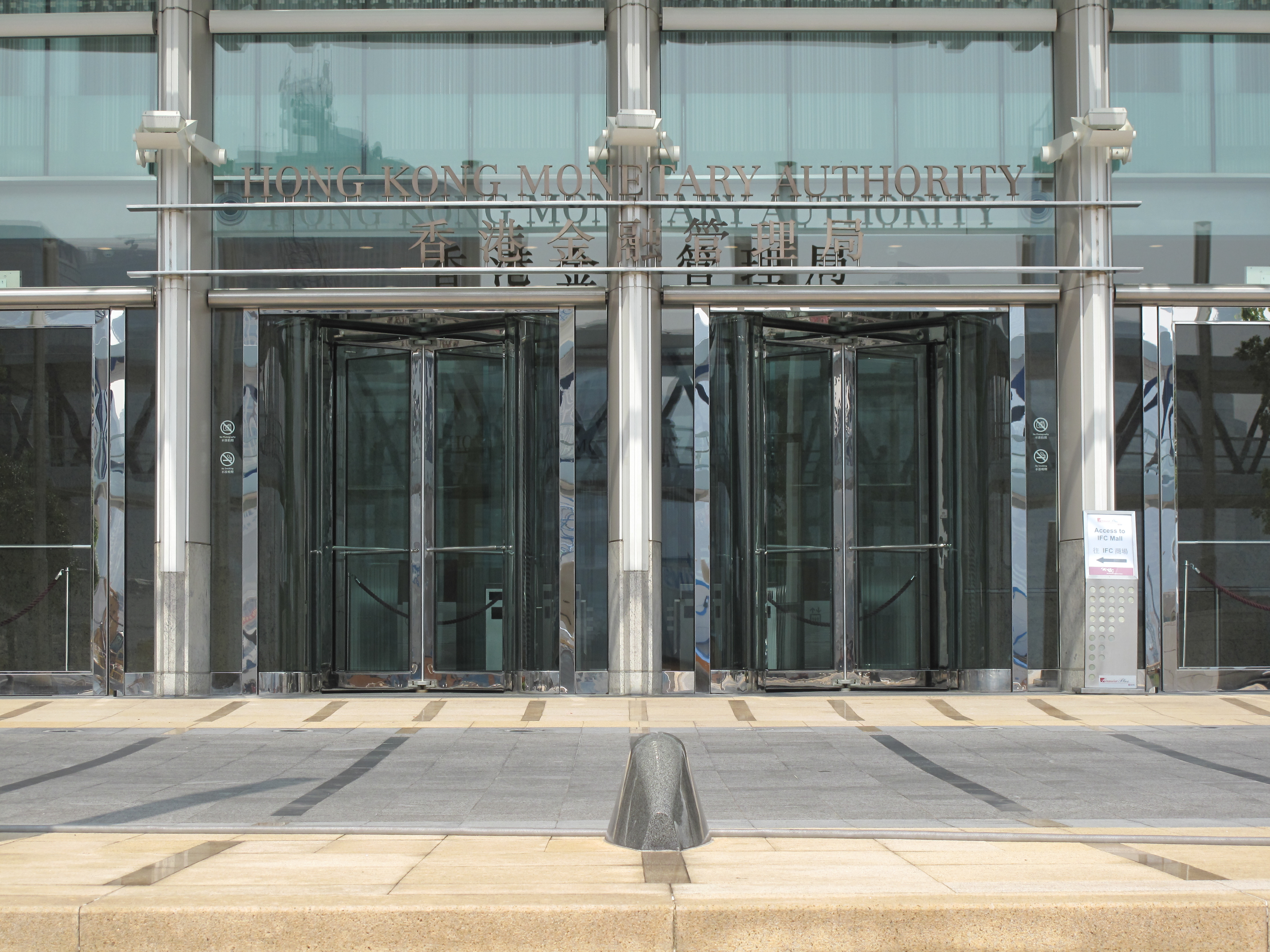

La Autoridad Monetaria de Hong Kong acogió la reunión del Banco Mundial y el FMI en 1997, a un costo estimado de HK$ 485 millones. Yam esperaba que ser el anfitrión del evento sería consolidar el posicionamiento de Hong Kong como centro financiero internacional. Añadió: "La presencia de los ministros de finanzas más importantes del mundo, gobernadores de bancos centrales y de los principales banqueros comerciales en Hong Kong apenas después del cambio de soberanía ayudará a impulsar la confianza internacional y local en Hong Kong.